# Виляние хвостом
Виляние хвостом у собак — поведение собак, выражающееся в движении хвоста из стороны в сторону в одной плоскости. У представителей семейства псовых (Canidae), в том числе и у собак (Canis familiaris), хвост играет несколько ролей, среди которых сохранение равновесия и общение. Виляние хвостом считается социальным сигналом. Это может быть энергичное движение или лёгкое помахивание кончиком хвоста. Виляние хвостом также может происходить круговыми движениями. Собаки могут вилять хвостом, держа его на разной высоте: максимально высоко, на уровне спины или между задними ногами.
Виляние хвостом может использоваться как социальный сигнал внутри вида и передавать эмоциональное состояние собаки. Поведение собаки, виляющей хвостом, не всегда может указывать на её дружелюбие или счастье, как принято считать. Хотя виляние хвостом может выражать положительные эмоции, оно также может являться признаком страха, неуверенности, проблемы доминирования, установления социальных отношений или предупреждения о том, что собака может укусить. Также важно учитывать, как собака виляет хвостом. Направление, а также высота и амплитуда виляния могут дать важные подсказки о социальном состоянии животного. Различные раскраски, контрастные кончики хвоста, вероятно, развивались эволюционно в связи с вилянием хвостом.
Виляние хвостом у собаки эквивалентно человеческой улыбке. Чаще всего это приветствие или подтверждение признания. Собаки, как правило, не виляют хвостом, если рядом нет другого животного или человека, с которым можно взаимодействовать.

## Положение хвоста
Положение, в котором собака держит хвост, указывает на эмоциональное состояние животного. Когда хвост держится на максимальной высоте, это демонстрирует доминирование и может также указывать на позитивное поведение. Хвост, удерживаемый на средней высоте, может указывать на интерес к окружению собаки. Собаки могут держать свои хвосты низко или даже между задних ног, когда находятся в стрессовой ситуации. Опущенный хвост демонстрирует покорность и страх. Эти признаки справедливы для большинства пород собак.

## Боковой уклон виляющего хвоста
Собаки демонстрируют выраженный боковой уклон хвоста, когда сталкиваются с различными ситуациями. Как правило, когда собаки сталкиваются с положительными ситуациями, такими как встреча с хозяином, собаки машут хвостом вправо. Однако, когда собаки сталкиваются с негативными ситуациями, такими как сближение с незнакомой собакой, животное смещает виляющий хвост влево. Кроме того, у собак наблюдается уменьшение виляющих движений, когда они испытывают стрессовые ситуации, однако, наблюдается повышенная частота движения хвостом, когда собака чувствует себя спокойно или взволнована.

## Собачья интерпретация виляющего хвоста
Собаки реагируют на движение хвостом, совершаемые другими представителями своего вида и редко машут хвостами, находясь в одиночестве. Различные цвета и расцветки, такие как контрастные кончики, вероятно, эволюционируют для облегчения коммуникации с помощью хвоста. Собаки по-разному интерпретируют сигналы хвоста в зависимости от длины хвоста, а также от размера собаки, интерпретирующей и выражающей поведение. Собаки более склонны приближаться к другим собакам с длинными хвостами, когда они демонстрируют виляющее поведение. Они реже подходят к собакам с коротким хвостом, даже если они демонстрируют такое же виляющее поведение. Это может быть связано с лёгкостью интерпретации социальных сигналов, выражаемых более длинным хвостом, чем коротким. Кроме того, собаки более склонны к длинным виляющим хвостам и проявляют менее агрессивное поведение. Хвост принято купировать почти у одной трети всех признанных домашних пород. Поэтому собаки с коротким хвостом могут подвергаться более агрессивным атакам, чем их сородичи с длинным хвостом. Когда собаки смотрят на других собак, проявляющих правостороннее смещение хвоста, они демонстрируют увеличение сердечной деятельности и демонстрируют повышенную стрессоподобную деятельность, что наводит на мысль о вилянии хвостом, как о способе передать эмоционально важную информацию.

## Латерализация функции
Боковой уклон хвоста собаки свидетельствует о латерализации полушария мозга, которая контролирует движение хвоста. Хвостовые повороты, смещённые вправо, контролируются левым полушарием, в то время как левые смещённые повороты контролируются правым полушарием . Следовательно, у собак существует пересечение нисходящих моторных путей. Руброспинальный тракт является основным путём от головного мозга к спинному. Этот путь пересекает каудальную часть красного ядра и опускается в контралатеральный латеральный пучок. Затем волокна руброспинального тракта оканчиваются на интернейронах на всех уровнях спинного мозга. Правое полушарие мозга контролирует реакции отступления, в то время как левая сторона контролирует реакции приближения. Это может быть причиной бокового смещения хвоста при вилянии в разных эмоциональных состояниях.